# 飯田信用金庫
飯田信用金庫（いいだしんようきんこ、英語：Iida Shinkin Bank）は、長野県飯田市に本店を置く信用金庫である。

## 沿革
- 1924年12月 - 産業組合法による「有限責任飯田町信用組合」設立許可[1]
- 1925年 9月 - 事業開始
- 1937年 8月 - 飯田市の市制施行に伴い「有限責任飯田市信用組合」と改称
- 1943年 4月 - 市街地信用組合法が制定され、同法に基づく市街地信用組合となる
- 1950年 4月 - 中小企業等協同組合法による「飯田信用組合」となる
- 1951年10月 - 信用金庫法に基づき、「飯田信用金庫」に改組
- 2019年4月22日 - この日から磁気の影響を受けにくい新しい通帳（Hi-Co通帳）を取扱開始した(Hi-Co通帳に対応していない信用金庫ATMではHi-Co通帳は使えない。)[2]。

## 店舗
本店のある長野県飯田市及び長野県下伊那郡に計23店舗を持つ。

## ATM
飯田信金のATMコーナーでは、他の信用金庫のキャッシュカードでも、「しんきんATMゼロネットサービス」により、平日8時45分から18時及び土曜9時から14時の入出金に限り手数料は無料となる。
また、八十二銀行（ぐるっと信州ネット）のキャッシュカードでも、平日8時45分から18時の出金に限り手数料は無料となる（その逆も同様)。（ただし、八十二銀行が参加しているコンビニATM：ローソンATMでは対象外）。
セブン銀行ATM、イオン銀行ATMとも提携している（いずれも要手数料）。